# Santuário von Panóias

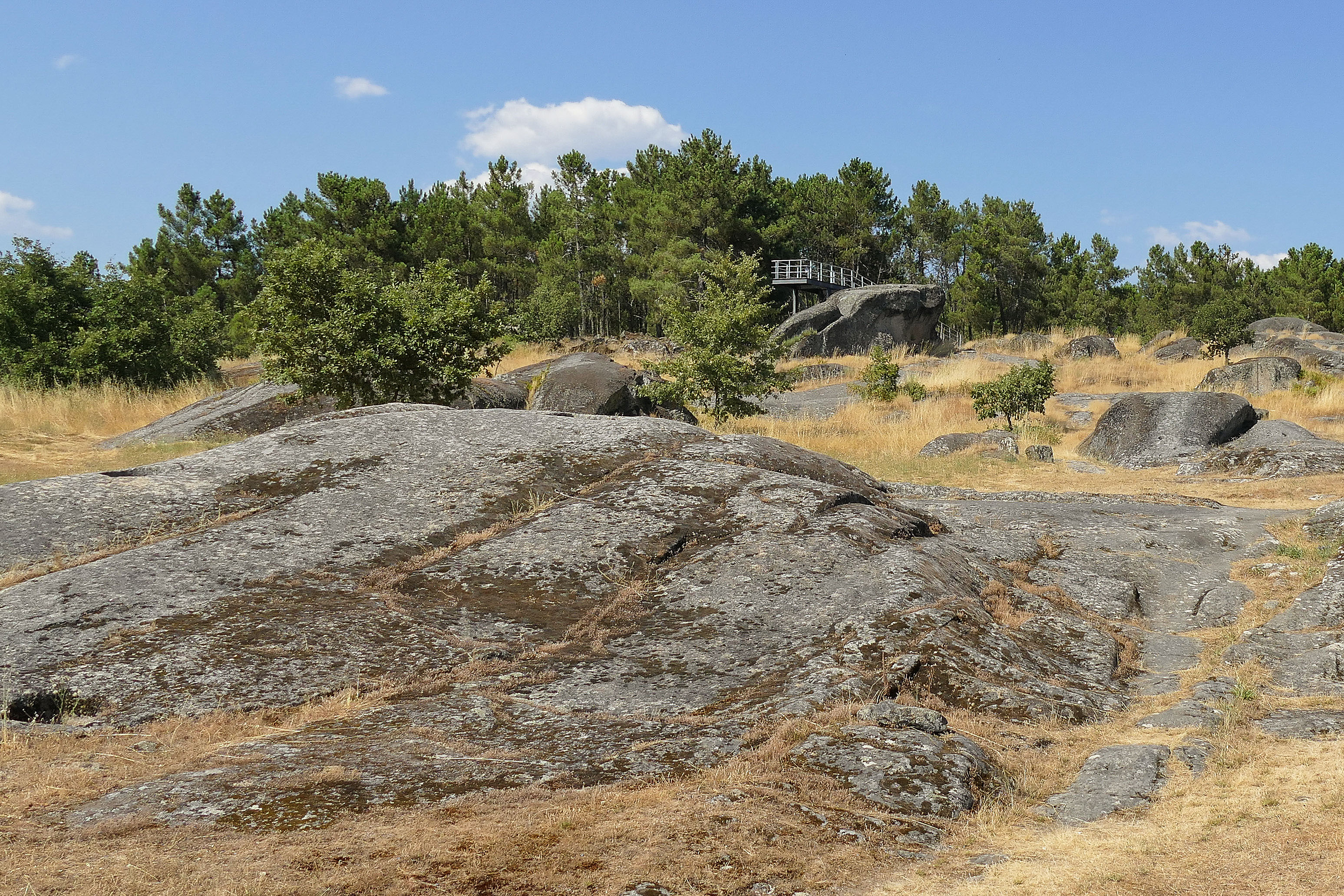
Überblick vom Info-Center aus

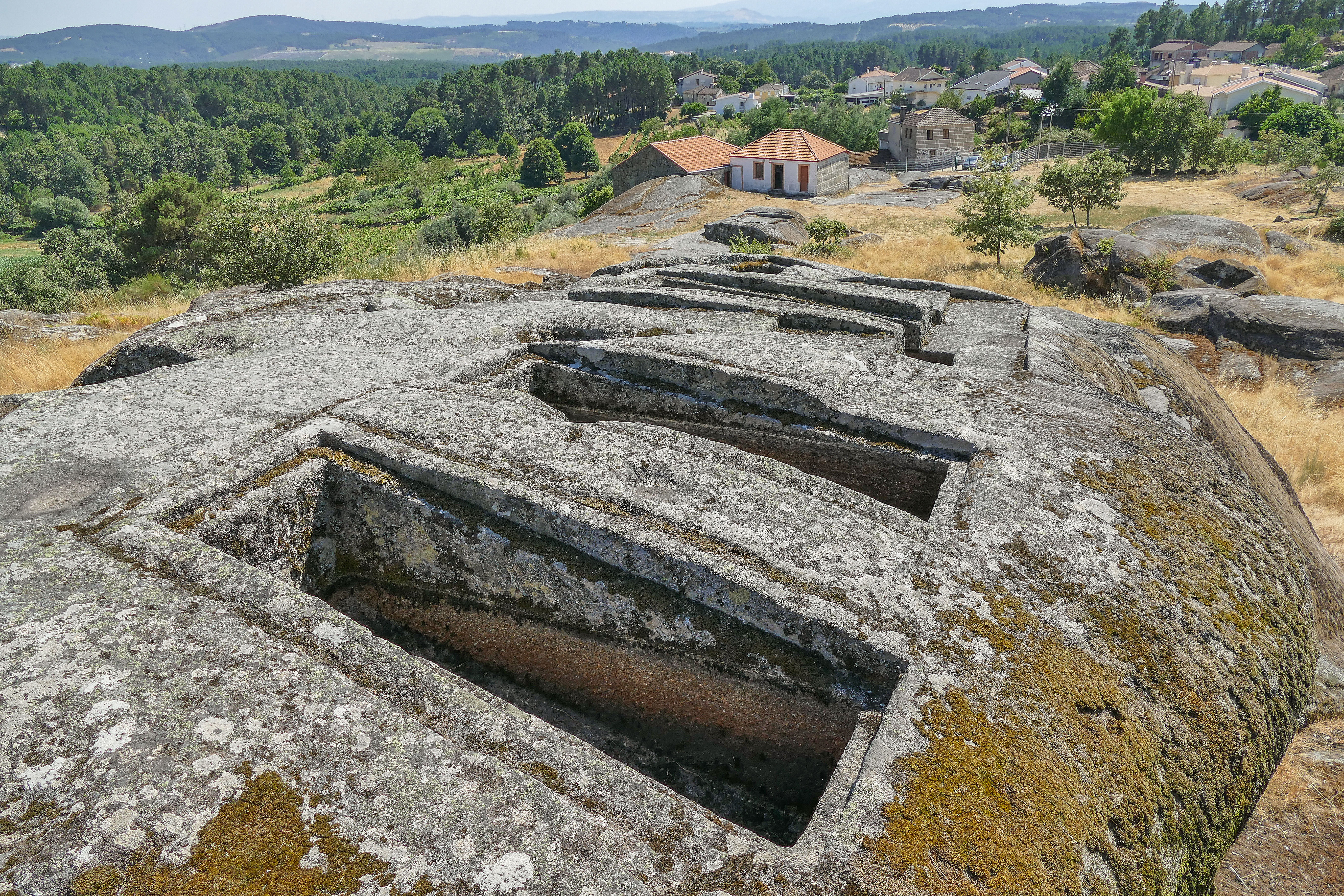
Vertiefungen zur Aufnahme der Opfer

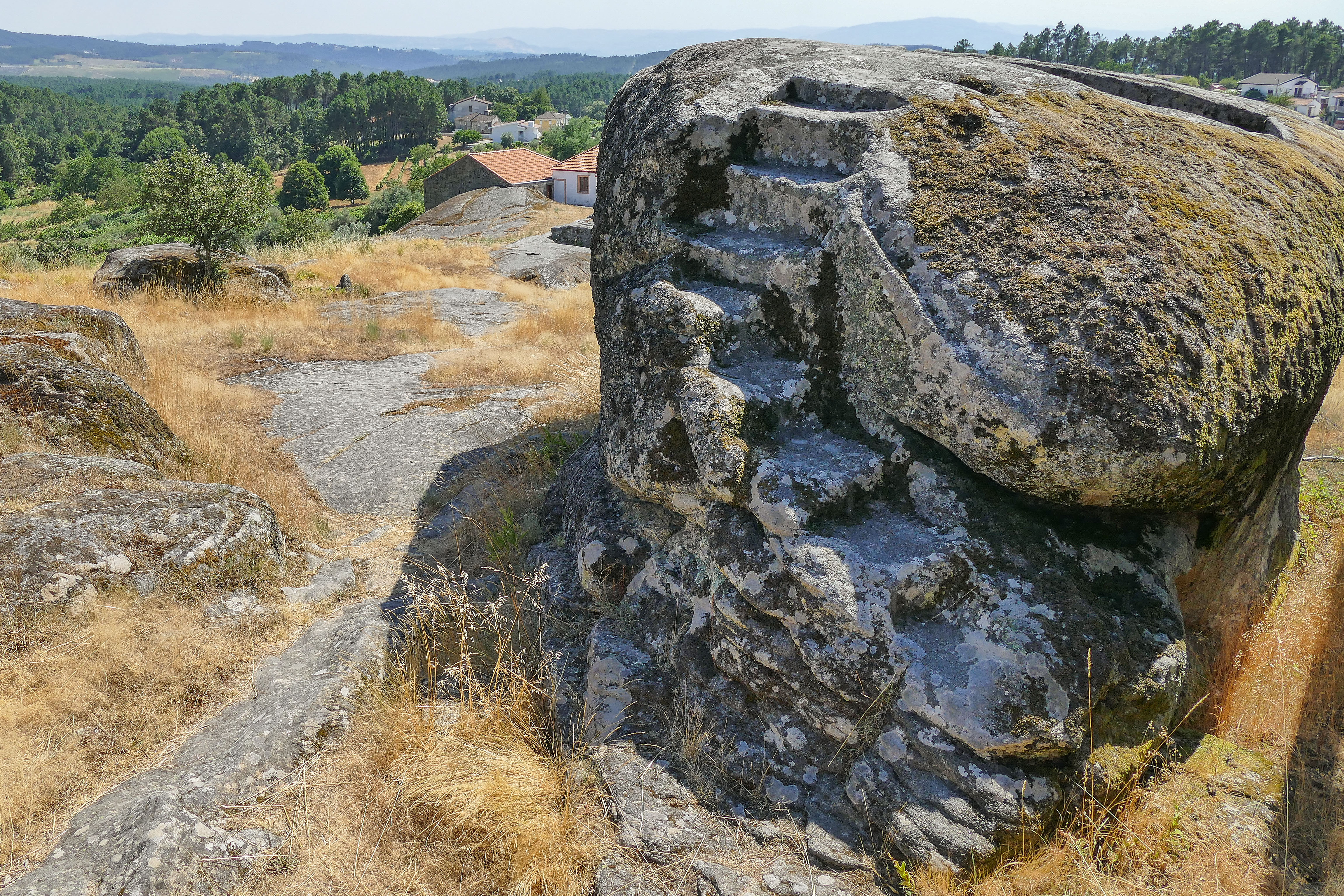
Treppe zu Fels 3

Das Santuário von Panóias ist ein multiples römisches Heiligtum unweit von Constantim im zentralen Norden von Portugal. Die auf den ersten Blick unscheinbare Ruine zeichnet sich durch einige Besonderheiten aus. Neben den drei separaten Denkmälern befinden sich Inschriften. Durch eine weitere, lediglich überlieferte Inschrift wird das Heiligtum erklärt. Der erste neuzeitliche Bericht über Panóias stammt aus dem Jahre 1721. 
Bei den Denkmälern handelt sich um Gruppen (Fels 1 – Fels 3) von Eintiefungen, die in die geebneten Flächen dreier Granitkuppen eingehauen wurden. Die vier erhaltenen Inschriften befinden sich an den vertikalen Felsflächen der ersten Gruppe der Denkmäler (Fels 1). 

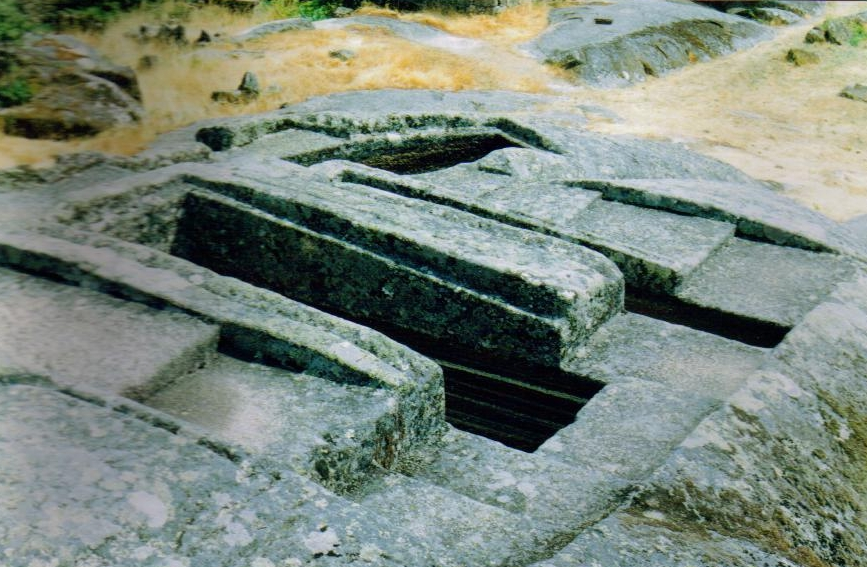
Panóias
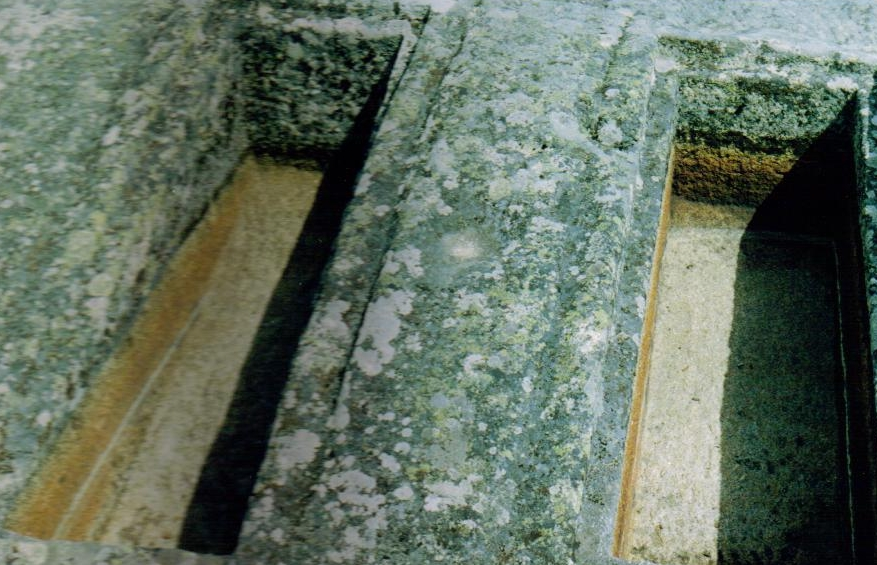
Panóias
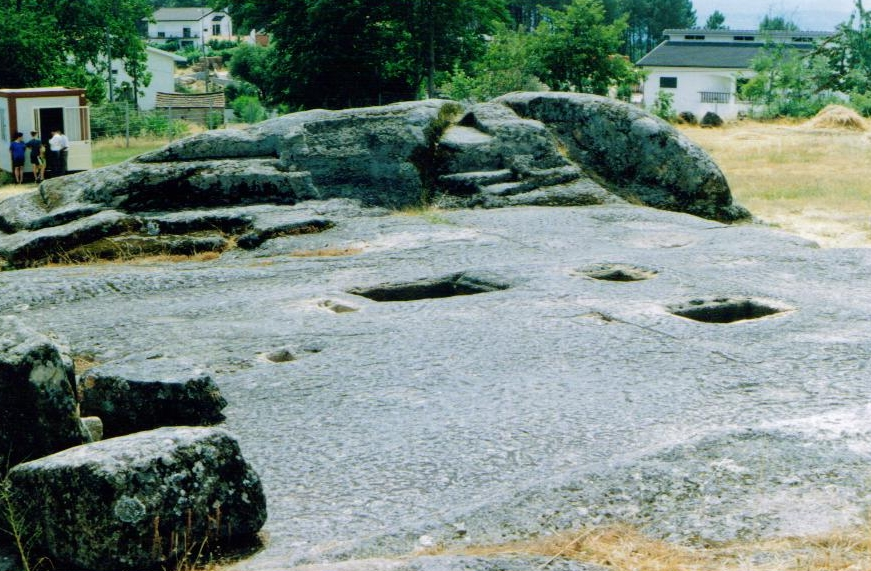
Panóias
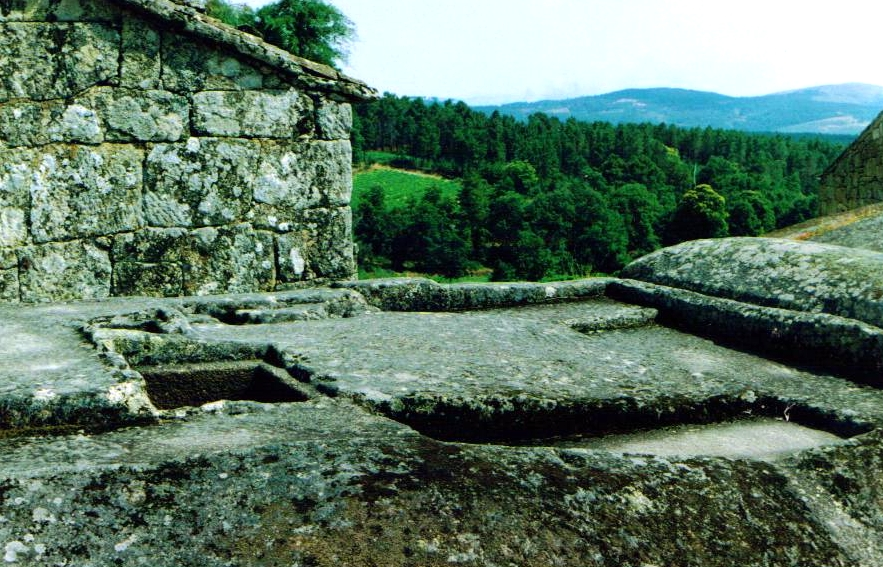
Panóias

Die fünfte, nur als Abschrift vorhandene Inschrift erläutert den Komplex. Auf sie traf der antike Besucher, bevor er an die drei Kultstellen kam. Sie prangte an einem inzwischen beseitigten Felsen. Nach Géza Alföldy lautete ihr Text: „Für die in diesem heiligen Bezirk verehrten Götter und Göttinnen. Die Opfertiere, die geschlachtet werden, werden hier getötet. Ihre Innereien werden gegenüber in den viereckigen Schächten verbrannt. Ihr Blut hier nebenan in die kleinen Schächte gegossen. (Errichtet hat dies) der Senator Gaius C(...) Calpurnius Rufinus“. Man kann sich den Vorgang angesichts der Eintiefungen vorstellen. Alföldy erkennt in den Riten ein Initiationsritual. 
Empfänger der Opfer waren verschiedene Gottheiten, wie aus den erhaltenen Inschriften hervorgeht, die alle vergleichbaren Inhalt haben. Darunter befindet sich auch eine Inschrift in Griechisch und Lateinisch. Allen voran stand Sarapis, ein orientalischer Unterweltgott. 
Die in den horizontal geebneten Flächen liegenden, zumeist rechteckigen Eintiefungen dienten der Aufnahme der Opfer. In den seitlichen Löchern im Inneren waren wohl Roste befestigt gewesen, die den Feueraltar ergänzten. Kleinere Gruben neben den Eintiefungen sollen der Aufstellung von Pfosten gedient haben. 
Während die Gruppe bei Fels 1 unter freiem Himmel lag, wird das Bild an den anderen beiden Stellen durch ein Gebäude ergänzt. Vermutlich waren dies die spurlos verschwundenen, in den Inschriften erwähnten Tempel.
- Bei Fels 2 finden sich eine Türschwelle und die Sohlgräben für aufgehende Wände. Die Eintiefungen besitzen Rahmen für Abdeckungen.
- Die Gruppe der Eintiefungen bei Fels 3 ist in einen etwa vier Meter hohen Fels eingehauen. Zu ihr führt eine Treppe hinauf.

Da die Eintiefungen in den Bereich der Sohlen für die Mauern hineinreichen, könnte es verschiedene Bauphasen geben. Bei der Frage, ob die Gruben und Eintiefungen älter sind und durch den Senator Calpurnius Rufinus einem neuen, von den Römern gepflegten Kult zugeführt wurden, tendiert die Forschung (trotz der Bauphasen bei Fels 3) dahin, eine einheitliche Entstehungszeit anzunehmen. Danach hätte der ansonsten unbekannt gebliebene Calpurnius Rufinus den Kult von Panóias gestiftet. Nach der Buchstabenform der Inschriften scheint dies im 2. oder 3. Jahrhundert n. Chr. der Fall gewesen zu sein. 
Ein vom Fuß des Hügels auf den Gipfel führender Weg verbindet die drei etwa in einer Linie liegenden Plätze. Ein Indiz dafür, dass der Weg antik ist, ist die teilweise aus dem Felsen herausgeschlagene Trasse.  